# Nekrolog 1630
Nekrolog
◄◄
| ◄
| 1626
| 1627
| 1628
| 1629
| 1630 | 1631 | 1632 | 1633 | 1634 | ► | ►►
Weitere Ereignisse | Allgemeiner Nekrolog 1630
Die Beschreibung der verstorbenen Person sollte so kurz wie möglich gehalten sein und nur deren signifikante Tätigkeit(en) enthalten.
Neue Namen ggf. auch unter dem Geburts- und Sterbedatum, also etwa unter 1. Januar und im Geburts- und Sterbejahr (2024) eintragen (nur bei entsprechender großer Wichtigkeit). Für Beispiele siehe die schon vorhandenen Artikel.
Außerdem über die fünf zuletzt Verstorbenen, zu denen es einen ausreichend guten Artikel für eine Präsentation auf der Hauptseite gibt, nach der todesbedingten Überarbeitung der Artikel ggf. auch unter Wikipedia Diskussion:Hauptseite informieren und sie am besten auch in den anderen Wikipedia-Sprachversionen eintragen. Tipp: Regelmäßig bei news.google.de nach „ist tot“, „gestorben“ oder „verstorben“ suchen.
Wenn eine Person gestorben ist, gibt es viele Seiten zu dieser Person in der Wikipedia, die davon auch betroffen sind und entsprechend aktualisiert werden müssen. Beispiele: Namenübersichtsseite, Geburtsjahr, Geburtsort-Seiten und viele mehr.
Wie finde ich die betroffenen Seiten?
Im Suchfeld auf der linken Seite gibt man den Suchbegriff so ein: „Vorname Nachname“. Dann klickt man auf Volltext und alle Seiten mit entsprechendem Suchtext werden aufgerufen. Hier sieht man dann schnell, wo auch das Todesjahr Sinn macht oder sogar ein Teil des Artikels angepasst werden muss. Auch hilft das „Werkzeug“ auf der linken Seite sehr gut, um solche Seiten aufzufinden: „Links auf diese Seite“. Somit ist die Wikipedia wieder aktuell in allen Bereichen! Hinweis: bei Eintragung der Kategorie „Gestorben JAHR“ wird der Missbrauchsfilter 49 ausgelöst, was jedoch nicht schlimm ist. Siehe: Spezial:Missbrauchsfilter/49
Dies ist eine Liste von im Jahr 1630 verstorbenen bekannten Persönlichkeiten. Die Einträge erfolgen innerhalb der einzelnen Daten alphabetisch sortiert. Tiere sind im Nekrolog für Tiere zu finden.

## Januar
| Tag        | Name                          | Beruf, bekannt als                                | Alter | Beleg |
| ---------- | ----------------------------- | ------------------------------------------------- | ----- | ----- |
| 16. Januar | Christina Plum                | Kölner Obstverkäuferin, Opfer der Hexenverfolgung |       |       |
| 18. Januar | Gebhard Friedrich von Krosigk | Gutsherr und anhaltisches Ständeausschussmitglied | 50    |       |
| 19. Januar | Hermann Mercker               | deutscher Pastor                                  | 46    |       |
| 21. Januar | Lucia Reichmann               | Opfer der Hexenprozesse in Bad Laasphe            |       |       |
| 25. Januar | Friedrich Pruckmann           | kurbrandenburgischer Kanzler                      | 67    |       |
| 26. Januar | Henry Briggs                  | englischer Mathematiker                           |       |       |

## Februar
| Tag         | Name                     | Beruf, bekannt als           | Alter | Beleg |
| ----------- | ------------------------ | ---------------------------- | ----- | ----- |
| 7. Februar  | Johann Jakob von Lamberg | Bischof von Gurk (1603–1630) | 68    |       |
| 12. Februar | Gabriel Trejo Paniagua   | spanischer Kardinal          |       |       |
| 13. Februar | Eberhard Mesomylius      | deutscher Theologe           |       |       |
| 16. Februar | Dominicus a Jesu Maria   | spanischer Karmelit          | 70    |       |
| 26. Februar | William Brade            | englischer Komponist         |       |       |

## März
| Tag      | Name              | Beruf, bekannt als                                     | Alter | Beleg |
| -------- | ----------------- | ------------------------------------------------------ | ----- | ----- |
| 9. März  | Achatius Sturmius | deutscher Jurist                                       |       |       |
| 22. März | Richard Dering    | englischer Komponist und Organist                      |       |       |
| 24. März | Jesaja Horovitz   | Talmudist, Kabbalist, Oberrabbiner in Prag             |       |       |
| 26. März | Balthasar Crusius | deutscher evangelischer Geistlicher und Schriftsteller | 80    |       |

## April
| Tag       | Name                                 | Beruf, bekannt als                                 | Alter | Beleg |
| --------- | ------------------------------------ | -------------------------------------------------- | ----- | ----- |
| 10. April | William Herbert, 3. Earl of Pembroke | englischer Adliger und Patron William Shakespeares | 50    |       |
| 17. April | Christian I.                         | Fürst von Anhalt-Bernburg                          | 61    |       |
| 18. April | Clemens Michaelis                    | Bürgermeister von Stettin                          |       |       |
| 20. April | Joachim Oelhaf                       | deutscher Arzt                                     | 59    |       |

## Mai
| Tag     | Name                          | Beruf, bekannt als                                 | Alter | Beleg |
| ------- | ----------------------------- | -------------------------------------------------- | ----- | ----- |
| 4. Mai  | Christine Teipel              | deutsche Frau, als Hexe hingerichtet               |       |       |
| 9. Mai  | Théodore Agrippa d’Aubigné    | französischer Staatsmann und Militär               | 78    |       |
| 11. Mai | Johannes Schreck              | deutscher Jesuit, Universalgelehrter und Mediziner |       |       |
| 12. Mai | Cornelius Paulinus Swanenburg | niederländischer Rechtswissenschaftler             | 55    |       |
| 14. Mai | Johann Jacob Hermannus        | reformierter Geistlicher                           |       |       |
| 17. Mai | Dorothea Flock                | Opfer der Hexenprozesse in Bamberg                 |       |       |
| 21. Mai | Helena Lindenmann             | Oberin der Kapuzinerinnen                          |       |       |
| 25. Mai | Géry de Ghersem               | franko-flämischer Komponist und Sänger             |       |       |
| 30. Mai | Fabrizio Bartoletti           | italienischer Mediziner und Chemiker               | 53    |       |

## Juni
| Tag      | Name                                    | Beruf, bekannt als                  | Alter | Beleg |
| -------- | --------------------------------------- | ----------------------------------- | ----- | ----- |
| 8. Juni  | Alessandro Striggio der Jüngere         | italienischer Librettist            |       |       |
| 17. Juni | Johann Vinhagen                         | Bürgermeister der Hansestadt Lübeck | 65    |       |
| 24. Juni | William Compton, 1. Earl of Northampton | britischer Peer                     |       |       |
| 27. Juni | Fédéric Morel                           | französischer Gräzist und Patrologe |       |       |

## Juli
| Tag      | Name                                          | Beruf, bekannt als                       | Alter | Beleg |
| -------- | --------------------------------------------- | ---------------------------------------- | ----- | ----- |
| 4. Juli  | Alessandro Vitali                             | italienischer Maler                      |       |       |
| 5. Juli  | Heinrich Bocer                                | Rechtswissenschaftler in Tübingen        | 69    |       |
| 9. Juli  | Sibylla Elisabeth von Braunschweig-Dannenberg | Gräfin                                   | 54    |       |
| 13. Juli | Giovanni Battista Deti                        | italienischer Kurienkardinal und Bischof | 50    |       |
| 19. Juli | Daniele Crespi                                | italienischer Maler                      |       |       |
| 26. Juli | Karl Emanuel I.                               | Herzog von Savoyen                       | 68    |       |

## August
| Tag        | Name                                | Beruf, bekannt als                                              | Alter | Beleg |
| ---------- | ----------------------------------- | --------------------------------------------------------------- | ----- | ----- |
| 5. August  | Ferrante II. Gonzaga                | Graf von Guastalla und Herzog von Amalfi                        |       |       |
| 5. August  | Antonio Tempesta                    | italienischer Maler und Graveur                                 |       |       |
| 10. August | Lorenzo Ratti                       | italienischer Komponist                                         |       |       |
| 12. August | Hans Waldburger                     | österreichischer Bildhauer                                      |       |       |
| 15. August | Gabriel de L’Aubespine              | Bischof von Orléans                                             | 51    |       |
| 22. August | Giulio Mancini                      | italienischer Arzt, Kunsttheoretiker und Biograph von Künstlern | 71    |       |
| 29. August | Madeleine Lhuillier de Sainte Beuve | Konventgründerin der Ursulinen in Paris                         |       |       |

## September
| Tag           | Name                                  | Beruf, bekannt als                                                                           | Alter  | Beleg |
| ------------- | ------------------------------------- | -------------------------------------------------------------------------------------------- | ------ | ----- |
| 1. September  | Alberto Valier                        | Bischof von Verona                                                                           | ca. 68 |       |
| 5. September  | Wilhelm Reinhard von Hanau-Münzenberg | Adeliger                                                                                     | 22     |       |
| 5. September  | Nicolaus Mulerius                     | niederländischer Astronom, Professor für Medizin und Mathematik an der Universität Groningen | 65     |       |
| 9. September  | Johann Strauß                         | deutscher Mathematiker                                                                       | 40     |       |
| 11. September | Hans de Witte                         | Hoffaktor, Kaufmann                                                                          |        |       |
| 13. September | Christoph der Jüngere Glockengießer   | deutscher Glockengießer                                                                      | 63     |       |
| 16. September | Scipione Tolomei                      | italienischer Schriftsteller                                                                 |        |       |
| 18. September | Melchior Khlesl                       | Bischof von Wien und Kanzler des Kaisers Matthias                                            | 78     |       |
| 24. September | Karl Günther                          | Graf von Schwarzburg-Rudolstadt                                                              | 53     |       |
| 25. September | Ambrosio Spinola                      | spanischer Heerführer im Achtzigjährigen Krieg                                               |        |       |
| September     | François Pelsaert                     | belgischer Kaufmann und Seefahrer                                                            |        |       |

## Oktober
| Tag         | Name                                   | Beruf, bekannt als | Alter | Beleg |
| ----------- | -------------------------------------- | --- | ----- | ----- |
| 3. Oktober  | Theodor Ebert                          | deutscher Hebraist |       |       |
| 4. Oktober  | Thomas Sergryphius                     | Theologe und Magister |       |       |
| 6. Oktober  | Diego Fernández de Córdoba             | Vizekönig von Mexiko, Vizekönig von Peru                                                                                    |       |       |
| 7. Oktober  | Giovanni Battista Fontana              | italienischer Violinist und Komponist des Frühbarock                                                                        |       |       |
| 9. Oktober  | John Gordon, 1. Viscount Melgum        | schottischer Adliger und Politiker                                                                                          |       |       |
| 10. Oktober | John Heminges                          | britischer Schauspieler und Herausgeber von Shakespeares Folio                                                              |       |       |
| 14. Oktober | Alessandro Mattei                      | italienischer Abt und Adliger                                                                                               |       |       |
| 18. Oktober | Volkert Overlander                     | Herr von Ilpendam und Purmerland, Bürgermeister von Amsterdam                                                               | 60    |       |
| 19. Oktober | Johann Jakob von Bronckhorst-Batenburg | kaiserlicher Feldmarschall                                                                                                  | 48    |       |
| 22. Oktober | Jerónima de la Fuente                  | spanische Franziskanerin und die Begründerin und erste Äbtissin des Klosters Santa Clara in Intramuros, Manila, Philippinen |       |       |
| 22. Oktober | Theodor Thumm                          | deutscher lutherischer Theologe                                                                                             | 43    |       |
| Oktober     | Johann Eberhard                        | deutscher Mediziner und Hochschullehrer                                                                                     |       |       |

## November
| Tag          | Name                       | Beruf, bekannt als                                                                    | Alter | Beleg |
| ------------ | -------------------------- | ------------------------------------------------------------------------------------- | ----- | ----- |
| 8. November  | Heinrich von Krage         | deutscher Domherr                                                                     |       |       |
| 9. November  | Tōdō Takatora              | japanischer Fürst                                                                     | 74    |       |
| 15. November | Johannes Kepler            | Naturphilosoph, evangelischer Theologe, Mathematiker, Astronom, Astrologe und Optiker | 58    |       |
| 18. November | Rambold XIII. von Collalto | Diplomat und General                                                                  |       |       |
| 19. November | Antonio Brunelli           | italienischer Kapellmeister, Musiktheoretiker und Komponist                           | 52    |       |
| 25. November | Wilhelm von Remchingen     | deutscher Jurist und Universitätsbeamter                                              |       |       |
| 25. November | Peter von Spreckelsen      | Hamburger Oberalter und Ratsherr                                                      |       |       |
| 29. November | Johann Hermann Schein      | deutscher Dichter und Komponist                                                       | 44    |       |

## Dezember
| Tag          | Name                | Beruf, bekannt als                             | Alter | Beleg |
| ------------ | ------------------- | ---------------------------------------------- | ----- | ----- |
| 5. Dezember  | Friedrich Förner    | Generalvikar und Weihbischof in Bamberg        | 60    |       |
| 12. Dezember | Arnold von Horst    | Dechant und Propst im Paderborner Domkapitel   |       |       |
| 17. Dezember | Gabriel Bataille    | französischer Lautenist und Komponist          |       |       |
| 18. Dezember | Bernhard Müller     | Fürstabt des Klosters St. Gallen               |       |       |
| 21. Dezember | Giovanni Serodine   | Schweizer Maler der Renaissance                |       |       |
| 28. Dezember | Oddur Einarsson     | isländischer Geistlicher, Bischof von Skálholt | 71    |       |
| 30. Dezember | Laurentius Hoffmann | deutscher Mediziner und Naturforscher          | 48    |       |
| 30. Dezember | Matthias Martinius  | deutscher reformierter Theologe und Philologe  |       |       |

## Datum unbekannt
| Tag | Name                                    | Beruf, bekannt als                                                                                                | Alter | Beleg |
| --- | --------------------------------------- | --- | ----- | ----- |
|     | Aleixo de Abreu                         | portugiesischer Arzt                                                                                              |       |       |
|     | Andrianjaka                             | Herrscher des Imerina in Madagaskar                                                                               |       |       |
|     | Giovanni Francesco Anerio               | italienischer Musiker und Komponist                                                                               |       |       |
|     | Allen Apsley                            | englischer Händler, Mitbegründer der Massachusetts Bay Colony, Gutsherr in Feltwell und Lord-Lieutenant des Tower |       |       |
|     | Thomas Bateson                          | englischer Komponist                                                                                              | ≈60   |       |
|     | Estêvão Cacella                         | portugiesischer Jesuit und Missionar                                                                              |       |       |
|     | Giovanni Carlone                        | genuesischer Maler                                                                                                |       |       |
|     | Antonio Catalano                        | italienischer Maler                                                                                               |       |       |
|     | Federico Cesi                           | italienischer Naturwissenschaftler, Gründer der Accademia dei Lincei                                              |       |       |
|     | Agostino Ciampelli                      | italienischer Maler                                                                                               |       |       |
|     | Giovanni Paolo Cima                     | italienischer Komponist und Organist                                                                              |       |       |
|     | Elizabeth Danvers                       | englische Adlige                                                                                                  |       |       |
|     | Fede Galizia                            | italienische Malerin                                                                                              |       |       |
|     | Alessandro Grandi                       | italienischer Sänger, Kapellmeister und Komponist                                                                 |       |       |
|     | Gabriel Harvey                          | englischer Gelehrter und Schriftsteller                                                                           |       |       |
|     | Pieter van den Keere                    | belgischer Künstler                                                                                               |       |       |
|     | Christoph Knoll                         | deutscher Kirchenlieddichter                                                                                      |       |       |
|     | John Mundy                              | englischer Organist und Komponist                                                                                 |       |       |
|     | Johann Lindemann                        | deutscher Kirchenlieddichter und -Komponist                                                                       |       |       |
|     | Nagata Tokuhon                          | japanischer Mediziner                                                                                             |       |       |
|     | Johann Nauwach                          | deutscher Komponist                                                                                               |       |       |
|     | Neocorus                                | deutscher evangelischer Theologe, Chronist Dithmarschens                                                          |       |       |
|     | Urban Paumgartner                       | Humanist |       |       |
|     | Vincenzo Pellegrini                     | italienischer Komponist und Kapellmeister                                                                         |       |       |
|     | Schams ad-Dīn b. Abd Allāh as-Sumatrānī | sumatranischer Sufi und islamischer Theologe                                                                      |       |       |
|     | Esaias van de Velde                     | holländischer Maler, Zeichner und Radierer                                                                        |       |       |
|     | Alexander I. von Velen                  | Domherr und Hofmarschall im Hochstift Münster, kaiserlicher Obrist sowie Amtsdroste in Wolbeck                    |       |       |
|     | Simeon Vratanja                         | Bischof von Križevci (griechisch-katholische Kirche)                                                              |       |       |
|     | Yamada Nagamasa                         | japanischer Abenteurer                                                                                            |       |       |
|     | Ludovico Zuccolo                        | italienischer Staatstheoretiker                                                                                   |       |       |